# Gråsvart myrfågel
Gråsvart myrfågel (Cercomacroides nigrescens) är en fågel i familjen myrfåglar inom ordningen tättingar.

## Utseende och läte
Gråsvart myrfågel är en medelstor och slank myrfågel med en rätt lång stjärt. Hanen är mörkgrå med små vita fläckar på vingarna. Honan är kanelbrun under och mörkare olivbrun ovan. Lätet är distinkt, en inledningston som flöjs av ett fallande fnitter.

## Utbredning och systematik
Gråsvart myrfågel delas in i sex underarter:
- C. n. nigrescens – förekommer i kustnära Surinam, Franska Guyana och näraliggande Brasilien (Amazonområdet, Pará)
- C. n. aequatorialis – förekommer i östra Anderna, södra Colombia och nordöstra Peru (Amazonas, San Martín)
- C. n. notata – förekommer i östra Andernas sluttning i centrala Peru (från västra Ucayali till Junín)
- C. n. approximans – förekommer i södra och centrala Amazonområdet i Brasilien och östra Bolivia (Beni, Santa Cruz)
- C. n. ochrogyna – förekommer i östra och centrala Amazonområdet i Brasilien

## Levnadssätt
Gråsvart myrfågel hittas i skogar i låglänta områden och förberg. Där håller den sig dold i tät undervegetation.

## Status
Arten har ett stort utbredningsområde och beståndet anses vara stabilt. Internationella naturvårdsunionen IUCN listar den därför som livskraftig (LC).